# Neuer jüdischer Friedhof Heldenbergen
Der Neue jüdische Friedhof Heldenbergen war der Friedhof für die Einwohner jüdischen Glaubens in Heldenbergen, einem Stadtteil von Nidderau im Main-Kinzig-Kreis in Hessen. Er wurde 1884 eingeweiht als Nachfolger des Alten jüdischen Friedhofs Heldenbergen.

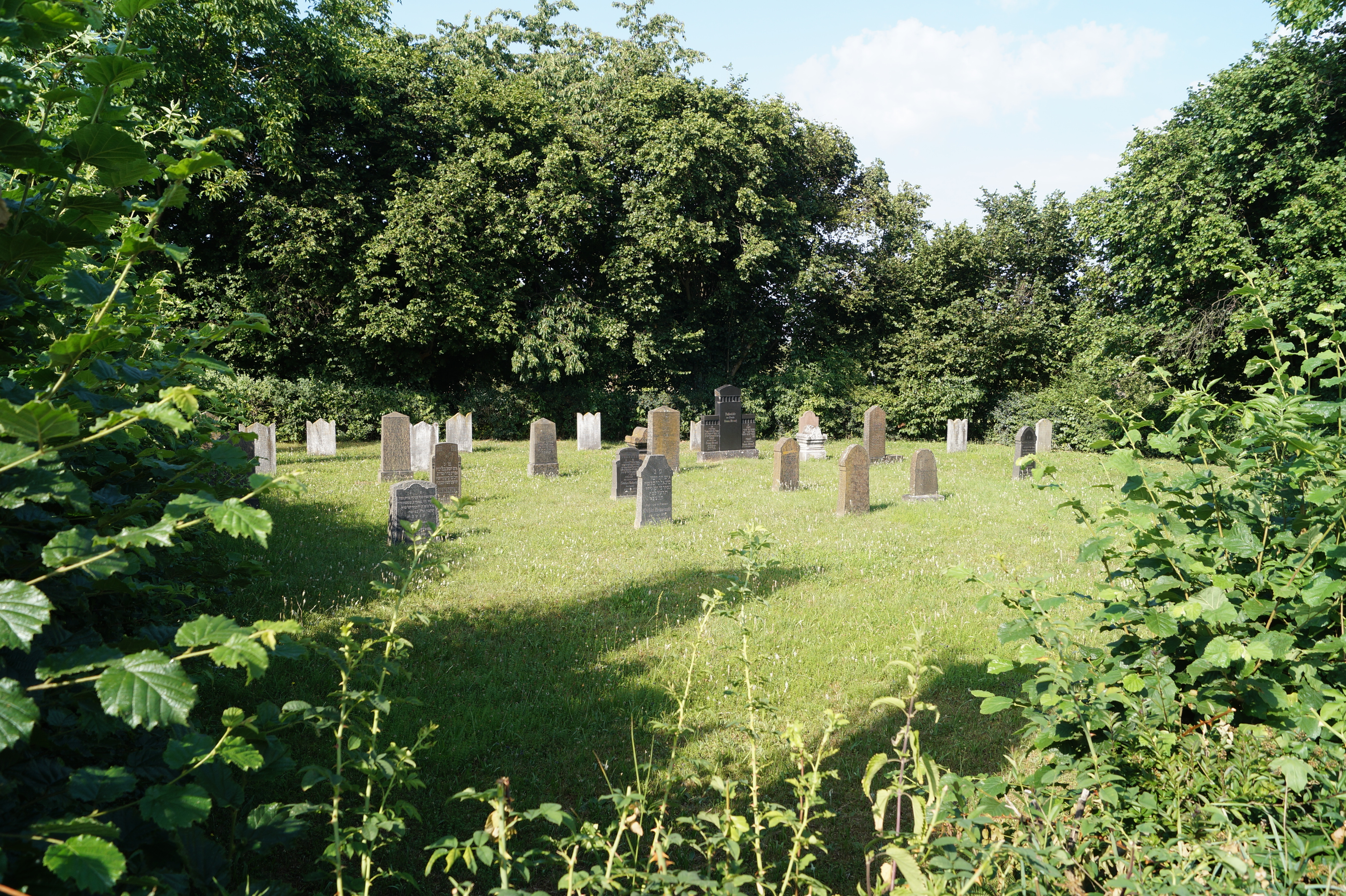
Ansicht von Südwesten 2015

## Geschichte
Als sich eine vollständige Belegung des alten jüdischen Friedhofes am Kellerberg abzeichnete, erwarb die Gemeinde 1879 das Gelände des neuen Friedhofs an der Straße nach Kaichen. Er konnte 1882 eingeweiht werden, die erste Beisetzung war der 83-jährige Samuel Mäyer.
Der jüdische Friedhof wurde erstmals 1891 geschändet, mutmaßlich im Zusammenhang mit Veranstaltungen des antisemitischen Bauernverbandes unter Otto Böckel, die in diesem Jahr in den Nachbarorten Windecken, Büdesheim und Kaichen stattgefunden hatten. Die politische Gemeinde Heldenbergen ließ die Gräber zum Preis von 30 Mark wieder in Ordnung bringen und für 15 Mark ein eisernes Tor anbringen.
Die israelitische Gemeinde erwarb 1905 ein benachbartes Ackergrundstück mit der Größe von 695 m², um den Friedhof zu erweitern. Dazu ist es jedoch nicht mehr gekommen. Nach dem Sterberegister der Gemeinde sind bis 1937 insgesamt 120 Personen dort beigesetzt worden. Die jüngste Bestattung war der 73-jährige Arnold Rothschild.
Im November 1938 wurde der Friedhof geschändet, die Grabsteine umgestürzt und teilweise zerstört. Die Beteiligten sind unbekannt geblieben, es soll sich um Landjahr-Jungen gehandelt haben, die im nahen Schloss Naumburg untergebracht waren sowie um SA aus Kaichen und Heldenbergen. Die Grabsteine und die Steine der Umfassungsmauer wurden danach zum Teil zum Bunkerbau verwendet oder blieben bei örtlichen Steinmetzen liegen.
In der Nachkriegszeit blieben die Forderungen von Überlebenden der jüdischen Gemeinde und der Jewish Restitution Successor Organization, den Friedhof wieder in den ursprünglichen Zustand versetzen zu lassen, fast gänzlich ungehört. Das Gelände blieb bis weit in die 1950er Jahre ein Trümmerfeld. Als die Gemeinde Heldenbergen 1952 die Wiederherstellung begann, waren von ehemals über 100 vorhandenen Bestattungen nur noch 27 Grabsteine auffindbar. Sie hatten über 15 Jahre teilweise auf einem Haufen im Freien gelagert. Ein Belegungsplan war nicht mehr aufzutreiben. Die heutige Aufstellung der Steine entspricht deshalb nicht mehr den ursprünglichen Grabstätten, außerdem sind die Steine in falscher Ausrichtung nach Südwesten aufgestellt. Statt der ehemals vorhandenen Bruchsteinmauer wurde eine Hecke gepflanzt. Zur Errichtung eines in der unmittelbaren Nachkriegszeit geplanten Mahnmals kam es ebenfalls nicht.

## Anlage
Der Neue Jüdische Friedhof liegt an der Landstraße nach Kaichen (heute Friedberger Straße) an der rechten Straßenseite. Er umfasst eine Fläche von 704 m².
Von den noch vorhandenen Grabsteinen stammt der älteste aus dem Jahr 1895. Die Grabsteine bestanden überwiegend aus Marmor und wiesen hebräische Inschriften im oberen, kürzere deutsche im unteren Bereich auf. Lediglich der jüngste erhaltene Stein (Julchen Scheuer 1935) besitzt keine hebräische Inschrift, wahrscheinlich aufgrund der politischen Situation dieser Zeit.